# Podhradí nad Dyjí
Podhradí nad Dyjí é uma comuna checa localizada na região de Morávia do Sul, distrito de Znojmo.